# Lydlogo
Et lydlogo (eller audio logo, sonic logo) er et værktøj i lydbranding, på linje med jingler og reklamemusik. Et lydlogo er en kort speciel melodi eller anden lydsekvens, som oftes høres i starten eller slutningen af en reklame. Virksomheder bruger et lydlogo i deres markedsføring, og et lydlogo kan således betragtes på lige linje med et visuelt logo. Ofte bruges kombinationen af begge typer af logoer til at styrke brand genkendeligheden. Et udmærket eksempel er Vestas lydlogo og visuelle logo samt Lotto (Danske spil). Et lydlogo bliver ofte en vigtig del af en virksomhed lydidentitet, og styrker genkendeligheden for virksomheden eller produktet på lyden. Her er det især vigtigt at opretholde en vedvarende branding, både i billede og lyd over lang sigt.
Lydlogoet styrker forbrugernes hukommelse og indlæring for den specifikke virksomhed eller produkt. En melodi er den sekvens af lyd, man bedst husker, da den menneskelige hjerne automatisk forventer en slutning, når en melodi starter. For at et lydlogo skal have den bedste effekt, skal det være unikt, fleksibelt og let at huske.